# Samuel Reardon
Samuel Reardon est un athlète anglais, spécialiste du 400 et 800 m.Il obtient une médaille de bronze en relais mixte 4 x 400 m, aux Jeux olympiques d'été 2024. 

## Carrière
Samuel Reardon est membre du Blackheath & Bromley Athletic Club.  Il a remporté l’or au 800 m masculin des moins de 17 ans aux championnats nationaux en salle en février 2020. Il a remporté l'or au sein de l'équipe de relais 4x400 m aux Championnats d'Europe d'athlétisme U20 2021 à Tallinn. Samuel Reardon a couru au sein de l'équipe britannique de relais 4x400 m aux Championnats du monde d'athlétisme en salle 2022. Âgé de 18 ans, il était le plus jeune membre de l'équipe. Il  a terminé cinquième de la course du 800 m aux Championnats du monde d'athlétisme U20 2022. Il faisait également partie de l'équipe britannique de relais 4x400 m qui a terminé quatrième du relais mixte 4 × 400 mètres aux championnats.
En février 2023, Samuel Reardon a couru 46,96 sur 400 mètres pour remporter sa première médaille d'or aux championnats nationaux aux Championnats britanniques d'athlétisme en salle 2023. Il a ensuite été sélectionné dans l'équipe de Grande-Bretagne pour les Championnats d'Europe en salle organisés à Istanbul à partir du 2 mars 2023. Il a été sélectionné dans l'équipe d'Angleterre qui disputera l'International de Loughborough en mai 2023. Il a été sélectionné au sein de l'équipe de Grande-Bretagne pour les Championnats d'Europe d'athlétisme U23 2023 qui se sont tenus en juillet 2023 à Espoo, en Finlande. Il a réalisé un nouveau record personnel de 1: 45,95 pour atteindre la finale du 800 m. Il a également fait ses débuts lors d’un événement de la Diamond League, à Londres en juillet 2023.
En juillet 2024, il a couru 45,99 secondes sur 400 mètres aux Morton Games à Dublin. Il a abaissé son record personnel sur 400 mètres à 44,70 secondes lors du London Athletics Meet le 20 juillet 2024. Samuel Reardon a été appelé en remplacement tardif de l'équipe britannique de relais 4x400 mètres pour les Jeux olympiques d'été de 2024 à la suite du retrait de Charlie Carvell en raison d'une blessure aux ischio-jambiers. Il faisait partie de l'équipe mixte 4x400 qui a remporté une médaille de bronze avec un nouveau record national de 3:08,01.

## Palmarès
| Date | Compétition     | Lieu  | Résultat | Épreuve         | Temps                    |
| ---- | --------------- | ----- | -------- | --------------- | ------------------------ |
| 2024 | Jeux olympiques | Paris | 3e       | 4 × 400 m       | Participation aux séries |
| 2024 | Jeux olympiques | Paris | 3e       | 4 × 400 m mixte | 3 min 8 s 01             |